# Romániço
El romániço (que cal no confondre amb llengües romàniques, amb art romànic ni amb romanx) és un projecte de llengua auxiliar internacional creat l'any 1991 i molt influït per esperanto, ido i interlingua. Les diferències principals entre romániço i aquestes llengües estan: 
- Té un lèxic que es basa estrictament sobre el llatí vulgar.
- Té una gramàtica més simple — és a dir que no declina mai els substantius.
- Té un article definit especial (il) per referir a la classe integra d'un substantiu: servar la hómino "servir a l'humà"; servar il hómino "servir a la humanitat".
- Té un pronom epicen per referir només a éssers humans.
- Té un sistema de verbs que pot retre's sintèticament i analíticament.

## Fonologia
Romániço ofereix els mateixos sons vocals i consonants que el castellà. Generalment, s'accentua totes les paraules en la penúltima síl·laba, a més dels infinutius, que accentuen la final. No obstant això, moltes paraules s'accentuen en l'abans-penúltima síl·laba (per exemple áquilo "àguila"), i es distingeixen les per accents ortogràfics.

### Alfabet i pronunciació
La majoria de les vocals i consonants sona com els seus equivalents d'alfabet fonètic internacional, a més de: 
- c /ts/
- ĝ /dʒ/
- j /ʒ/
- q /k/ (apareix només abans u)
- x /ks/ (el mateix so en totes les posicions)
- y /j/ (sempre una consonant)

Romániço ha tres bigrames d'estàndard: 
- ch /tʃ/
- kh /x/ (utilitzat rarament)
- sh /ʃ/

I els diftongs següents: 
- ia /ja/
- ie /je/
- ii /ji/
- io /jo/
- iu /ju/
- ua /wa/
- ue /we/
- ui /wi/
- uo /wo/
- uu /wu/
- au /aw/
- eu /ew/

## Gramàtica
Com l'esperanto i l'ido, el romániço és una llengua aglutinant, és a dir el seu vocabulari és construït dels radicals sense inflexions. Alguns dels afixos més comuns són: 

### Afixos
| -o    | substantiu: parlo "un discurs"; reĝo "un rei"; belo "un bellesa"                                              |
| -a    | adjectiu: marqueu que és idèntic amb el radical — parla "de parlat", "verbal"; reĝa "real"; bela "bell"       |
| -e    | adverbi: parle "per discurs"; reĝe "règia", "com rei"; bele "bellament"                                       |
| -s    | plural: parlos "(els) discurs"; reĝos "reis"; belos "belleses"                                                |
|       | |
| -ar   | verb, infinutiu: parlar "parlar"; reĝesar "ser un rei"; belesar "ser bell"                                    |
| -an   | verb, present: mi parlan "jo parlo"                                                                           |
| -in   | verb, passat: mi parlin "jo parlava"                                                                          |
| -un   | verb, futur: mi parlun "jo parlaré"                                                                           |
| -es   | verb, imperatiu: ili parles! "que ell parla!"                                                                 |
| -eban | verb, condicional: mi parleban "jo parlaria"                                                                  |
|       | |
| -ant- | present actiu: parlanta "parlant"; parlanto "persona o cosa parlant"                                          |
| -at-  | present passiu: parlata "parlat"; parlato "cosa que és parlat"                                                |
| -int- | passat actiu: parlinta "parlant" (en el passat); parlinto "persona o cosa que ha parlat"                      |
| -it-  | passat passiu: parlita "parlat" (en el passat); parlito "cosa que s'ha parlat"                                |
| -unt- | futur actiu: parlunta "estant sobre el punt de parlar"; parlunto "persona o cosa sobre el punt de parlar"     |
| -ut-  | futur passiu: parluta "estant sobre el punt de ser parlat"; parluto "cosa que és sobre el punt de ser parlat" |

Hi ha també un sufix verbal -en que s'usa (amb les partíles has, van, volde, i fay) per expressar qualsevol temps o mode: mi parlen "jo parlo"; mi here parlen "jo parlava ahir"; mi has parlen "jo parlava"; mi van parlen "jo parlaré"; mi volde parlen "jo parlaria"; fay parlen! "parla!".

### Pronoms
Els pronoms bàsics en romániço són mi "jo", ti "tu", vi "vostè" (el "tu" formel), ili "ell", eli "ella", oli "ell/ella" (neutr.), nos "nosaltres", vos "vosaltres", los "ells/elles", oni "es", si "es". Els possesius són construïts mitjançant l'addició -a, per exemple mia "el meu".
El romániço és únic entre les llengües artificials en el que ofereix un pronom epicen —hi— que és utilitzat per referir només a éssers humans: Esque la postalisto has konsignen la pako? Sik, hi has konsignen oli ye equista matino. "Què que el correu ha transferit el paquet? Sí, ell/ella ha el transferit aquest matí." 
Pour a aquells que el desitgen, les formes plurals ilos, elos, olos, i hos són disponibles.

### Ordre de paraules
L'ordre normal de paraules en romániço és subjecte-verb-objet, com en Louis has kolpen Ludwik "Louis va colpejar a Ludwik". Si es inverteix l'ordre de paraules, és també inverteix el subjecte i l'objet. (Ludwik has kolpen Louis "Ludwik va colpejar a Louis"), a menys que es utilitza la preposició je per marcar l'objet. (Je Ludwik has kolpen Louis "Louis va colpejar a Ludwik") o utilitza una paraula interrogativa per representar el subjecte (Qua has kolpen Ludwik? Qui va colpejar a Ludwik?") o objet (Qua Louis has kolpen? "A què va colpejar Louis?").

## Exemples
| Saluto! | Hola! |
| Esque vi poten parlar Romániço? | Parla vostè romániço? |
| Quante kosten equistos? | Quant costa aquest? |
| Volde placen ad mi komprar equista. | Vull comprare. |
| Graticio! | Gràcies! |
| Quo? Mi jam has pagen por equista! | Què? Ja he pagat això! |
| Vi has ne donen ad mi quitifatesto. | Vostè no m'has donat una recepció. |
| Se vi van ne liberifen mi, mia paeso van invasen via paeso! | Si no m'allibereu, el meu país envairà el vostre país! |
| | |
| D-ro Zaslavskiy, aut: Quale mi has aprensen cesar destranquilesar et amar Rusenso La Rusana linguaĝo es diventinta universala linguaĝo ... La serio di linguaĝos kursen tra la épokos. Latinenso has es la linguaĝo di la mundo antiqua, Francenso di la mundo feudana, Anglenso di kapitalismo. Rusenso es la universala linguaĝo di socialismo. Francenso es la linguaĝo ornamentizita di kortanos et Anglenso la jargono di komerciistos. Los has es la linguaĝos di la klasos gubernanta et di snoba intelektosos. La Anglana linguaĝo has korupten pópulos en extranĝera paesos. Rusenso es la unésima universala linguaĝo di internacionezismo. Nula poten nominiĝar si erudito se hi ne sapen Rusenso. Selektaĝo de "La magna linguaĝo di nosa époko" da David Zaslavskiy Literaturana jurnalo, Moskvá, n-ro 1, 1 Januario 1949 | Dr. Zaslavsky, o: Com hi havia apreso deixar de preocupar m'i estimar el rus La llengua russa s'ha fet una llengua universal ... La successió de les llengües va córrer per totes les eres. El llatí era la llengua del món antic, el francès del món feudal, l'anglès del capitalisme. El rus és la llengua universal del socialisme. El francès és la llengua elegant dels cortesans, i l'anglès l'argot de comerciants. Hi ha les llengües de les classes dirigents i els intel·lectualistes esnobs. La llengua anglesa corrompre a gent en terres estrangeres. El rus és la primera llengua universal de l'internacionalisme. Ningú pot ser anomenat un erudit, si no coneix el rus.. Selecció de "La gran llengua de notre era" per David Zaslavsky Literaturnaya gazeta, Moscou, n. 1, 1 de gener de 1949 |